# 比利·漢米爾頓 (1866年)
威廉·羅伯特·漢米爾頓（英語：William Robert Hamilton，1866年2月16日—1940年12月15日），綽號「滑行比利」，為前美國職棒大聯盟的外野手，生涯曾效力於牛仔、費城人與食豆人(今勇士)等隊。他在1961年成功入選美國棒球名人堂。
漢米爾頓生涯拿過5次聯盟盜壘王，4次單季得分突破100分。1894年，他繳出了超過4成的打擊率，並跑回198分，寫下大聯盟紀錄。而他生涯累積914次盜壘，至今仍在大聯盟名列第三，僅次於瑞奇·韓德森和盧·布羅克。

## 職業生涯
1888年，漢米爾頓於美國協會的堪薩斯市牛仔隊發跡，並成功登上大聯盟。隔年他就繳出3成01的打擊率，並跑回144分與111次盜壘成功，迅速成為聯盟的球星。1890年，因為牛仔隊解散，因此漢米爾頓加入費城人。他在1891年繳出3成40的打擊率，並連續3年成為聯盟的盜壘王。
1892年，漢米爾頓在一場比賽中敲出首打席全壘打與再見全壘打，為大聯盟首見。1893年，他以3成80的打擊率拿下打擊王。
1894年，漢米爾頓、山姆·湯普森、艾德·迪拉杭提和Tuck Turner都在這年繳出4成打擊率。漢米爾頓在這年跑出198次盜壘成功，寫下大聯盟單季得分紀錄。1921年，貝比·魯斯跑回177分，成為大聯盟次高紀錄，也是現代棒球紀錄。1894年8月31日，漢米爾頓上演單場7次盜壘成功。7月到8月間，他連續24場比賽都有得分記錄。而這兩個數據都是大聯盟之最。
1895年，漢米爾頓第四次拿下聯盟盜壘王。1896年，他加入波士頓食豆人。漢米爾頓在前兩個球季還能跑回至少100分，後來隨著年紀增長，表現才慢慢下滑。
1901年，漢米爾頓退休。他生涯打擊率高達3成44，912次盜壘在當時為大聯盟最多的紀錄。他生涯4成55的上壘率也在大聯盟名列第四。

## 生涯打擊成績
| 出賽次數 | 打席 | 打數 | 得分 | 安打 | 二安 | 三安 | 全壘打 | 打點 | 盜壘 | 保送 | 三振 | 打擊率 | 上壘率 | 長打率 | OPS  |
| -------- | ---- | ---- | ---- | ---- | ---- | ---- | ------ | ---- | ---- | ---- | ---- | ------ | ------ | ------ | ---- |
| 1594     | 7609 | 6283 | 1697 | 2164 | 242  | 95   | 40     | 742  | 914  | 1189 | 362  | .344   | .455   | .432   | .888 |

## 晚年
退休後，漢米爾頓在不少小聯盟球隊執教。後來他在1940年去世，享年74歲。1961年，他成功入選名人堂。

## 外部連結
- 球員資訊和成績在MLB，ESPN，Baseball-Reference，Fangraphs（英文）
- 比利·漢米爾頓在台灣棒球維基館上的頁面（繁體中文）